# Misión de Asistencia de las Naciones Unidas para Irak

Ubicación de Irak en el mundo

La Misión de Asistencia de las Naciones Unidas para Irak (UNAMI, por sus siglas en inglés) fue establecida el 14 de agosto de 2003 mediante la resolución n.° 1.500 del Consejo de Seguridad de las Naciones Unidas. Estuvo asociada con la Coalición multinacional en Irak.
Su mandato opera a través de un Representante Especial del Secretario General de la ONU en Irak. El primer representante fue el brasileño Sergio Vieira de Mello, asesinado en la sede de Naciones Unidas en Bagdad por un coche bomba el 19 de agosto de 2003.
El mandato de UNAMI fue extendido hasta el 31 de julio de 2018 mediante la resolución n.° 2.367 del 14 de julio de 2017. Una de las metas del mandato de UNAMI es implementar el Pacto Internacional con Irak.

## Representantes Especiales
| Representante            | Período     |
| ------------------------ | ----------- |
| Sergio Vieira de Mello † | 2003        |
| Ross Mountain (interino) | 2003 - 2004 |
| Ashraf Qazi              | 2004 - 2007 |
| Staffan de Mistura       | 2007 - 2009 |
| Ad Melkert               | 2009 - 2011 |
| Martin Kobler            | 2011 - 2013 |
| Nickolay Mladenov        | 2013 - 2015 |
| Ján Kubiš                | 2015 -      |

## Representantes militares y guardias
- Fiyi: 269 soldados fiyianos[13] responsables de proteger al personal y las instalaciones de las Naciones Unidas en la Zona Verde (Bagdad).
- Dinamarca: un observador militar.[13] Previamente, alrededor de 35 soldados fueron desplegados como guardias de la ONU.
- Nueva Zelanda: un observador militar.[13]
- Australia: dos observadores militares.[13]
- Jordania: dos observadores militares.[13]
- Nepal: un observador militar y 104 soldados.[13]

Representantes retirados
- Rumania: 100 soldados rumanos fueron enviados a Irak en marzo de 2005 para un despliegue de 6 meses en apoyo a la UNAMI.
- Georgia: alrededor de 550 soldados georgianos fueron desplegados en junio de 2005 para labores de protección. Fueron puestos bajo mando estadounidense en un anillo de seguridad en la Zona Verde, para después unirse al contingente georgiano de la Coalición multinacional en Irak.
- Canadá: un observador militar (entre octubre de 2004 y julio de 2007).
- Austria: tuvo un observador militar.[13]
- Reino Unido: tuvo un observador militar.[13]
- Estados Unidos: tuvo cuatro observadores militares.[13]